# Georg Holzhai
Georg Holzhai oder Holzhay (auch Holtzhai; * 1571 in Westerried; † 9. Mai 1646 in Ingolstadt) war ein deutscher Jesuit.

## Leben
Holzhais Ausbildung ist weitgehend unbekannt, ebenso wie sein genauer Lebensweg. Es ist bekannt, dass 1594 in den Jesuitenorden eintrat. 1607, 1608 und 1609 ist er als ordentlicher Professor der Philosophie an der Universität Dillingen belegt. Seine Hauptwirkungsstätte war das Jesuitenkolleg Ingolstadt. Dort wirkte er als Studienpräfekt, als Lehrer der Philosophie, der Hebräischen Sprache sowie der Heiligen Schrift. Letztere lehrte er über 15 Jahre hinweg. Professor an der Universität Ingolstadt soll er in dieser Zeit nie gewesen sein.
Holzhai war neben seinem Lehramt auch in der Seelsorge als Priester aktiv. Als 1634 die Pest ausbrach, meldete er sich freiwillig, um die Seelsorge der an der Pest erkrankten zu übernehmen. Neben seinen gedruckten Werken arbeitete er auch an einer hebräische Sprachlehre mit Wörterbuch. Allerdings konnte er diese vor seinem Tod nicht mehr in den Druck geben.

## Werke (Auswahl)
- Theses log. ... de natura logicae communi, Mayer, Dillingen 1607.
- Theses Physicae, De Corpore Simplici, Mayer, Dillingen 1608.
- Drey kurtze Tractät : Der erste, Billiche Bedencken. Der ander, Gestalt deß Hauptartickels von der Rechtfertigung. Der dritt, Dessen vollendte Gestalt; Für Euangelische guthertzige Seelen, Eder, Ingolstadt 1624–1625.
- Wundersame Comedy, Vom Römischen Papst vnd Antichrist, Eder, Ingolstadt 1626.
- Obs wahr, Das in der New-Euang. teutschen Bibel das Wort Gottes rein vnd lauter begriffen sey, Eder, Ingolstadt 1627.
- Jerusalem und Babylon: die alt catholische Kirch, vnnd new evangelische Gemein, Eder, Ingolstadt 1628.
- Den Epistlen oder Lectionen Auf alle Sonn- und Feyr-Täg deß gantzen Jahrs, und vierfacher Beschreibung deß H. Passions, Labhart, Augsburg 1714.